# François Diaz
Pour les articles homonymes, voir Diaz.
François Diaz, de son vrai nom en espagnol Francisco Díaz de Écija ou encore Francisco Díaz del Rincón (Écija, Royaume de Castille, le 2 octobre 1713 - Fu'an, Empire de Chine, 1748) est un religieux dominicain et missionnaire catholique espagnol du XVIIIe siècle mort martyr en Chine. 

## Biographie
Entré chez les dominicains en 1730 il est envoyé 5 ans plus tard aux Philippines où il est ordonné prêtre. En 1738 il est envoyé en Chine continentale depuis Macao à une période où la persécution contre les Chrétiens devient sévère. Il lui est proposé de retourner aux Philippines. Néanmoins il décide de rester et rejoint une des missionnaires dominicaines alors réparties dans les régions administratives de Fu'an, Focheu, Moyang et Kan-Kiapán. Le catholicisme étant désormais interdit, les missionnaires pourchassés, il doit prendre beaucoup de risques pour rejoindre ses chrétiens. Tout se fait de nuit. Il est déguisé en simple ouvrier, souvent obligé de se cacher dans les zones reculées et montagneuses. En 1746, l'étaux se reserre. Sur dénonciation le 25 juin, un premier prêtre dominicain Jean Alcover est arrêté ; le 27 il est arrêté avec François Serrano; le 2 juillet, c'est au tour de Pierre Sanz, et le 3 juillet de Joachim Royo (en). Tous sont enfermés dans la prison de Fuzhou, capitale de la région administrative du Fu'an. À la suite d'un procès dont le résultat est connu d'avance, François Diaz et ses compagnons d'infortune sont condamnés à mort et étranglés le 28 octobre 1748 au coucher du soleil.

## Vénération
François Diaz est béatifié le 14 mai 1893 par le pape Léon XIII et canonisé par le pape Jean-Paul II le 1er octobre 2000. Il fait partie de la liste des dits 120 martyrs de Chine. Il est fêté le 28 octobre. 

## Voir également

### Bibliograhie
- (en) George G. Christian OP, « Augustine Zhao Rong », dans Martyrs of China, New York, The Dominican Province of St. Joseph, 2005, p. 17.
- (en) Puebla Pedrosa Ceferino, Witnesses of the faith in the orient : Dominican Martyrs of Japan, China, and Vietnam, New York, The Dominican Province of St. Joseph, 2006 (ISBN 978-9718596036), p. 158-159
- (en) Rabenstein, K. I., New Catholic Encyclopedia, vol. 4, Gale Cengage, 2003 (ISBN 0787640085), p. 732.
- Savignol M. J., Les martyrs dominicains de la Chine au XVIIIe siècle, 1893.
- (en) Dorcy M. J., Saint Dominic's family, 1963, p. 484-87.